# Aero Ae-02
De Aero Ae-02 (ook wel bekend als Ae 02) was een Tsjechoslowaaks houten dubbeldekker jachtvliegtuig gebouwd door Aero. Hij werd voor het eerst gevlogen in 1920. Voor zijn tijd was het een acceptabele jager, toch was de Tsjechoslowaakse luchtmacht niet geïnteresseerd. Het toestel was geconstrueerd door Antonín Husník en Antonín Vlasák.
In 1921 werd een Ae-02 gevlogen door Josef Novák en won de zilveren beker van de Tsjechoslowaakse vliegverenigingen voor de beste algehele presteren. De ontwikkeling ging verder in de Ae-04.

## Specificaties
- Bemanning: 1, de piloot
- Lengte: 5,45 m
- Spanwijdte: 7,70 m
- Vleugeloppervlak: 16,7 m2
- Leeggewicht: 675 kg
- Max. startgewicht: 945 kg
- Motor: 1× Hispano-Suiza 8Ba, 164 kW (220 pk)
- Maximumsnelheid: 225 km/h
- Kruissnelheid: 190 km/h
- Klimsnelheid: 172 m/min
- Bewapening: 2 gesynchroniseerde .303 Vickers machinegeweren